# Simone Raineri
Simone Raineri, italijanski veslač, * 7. februar 1977, Bozzolo (Mantova).
Raineri je za Italijo nastopil na Poletnih olimpijskih igrah 2000, 2004 in 2008. 
Na igrah 2000 je v dvojnem četvercu osvojil zlato medaljo. Njegovi soveslači takrat so bili Agostino Abbagnale, Rossano Galtarossa ter Alessio Sartori. 
Na igrah v Pekingu je v isti disciplini osvojil srebrno medaljo. 